# Dakara Namida to Yobanaide
Singles de CoCo
Yume Dake Miteru
(1991) Natsuzora no Dreamer
(1992)
 Dakara Namida to Yobanaide  (だから涙と呼ばないで) est le 9e single du groupe de J-pop CoCo, sorti en 1992.

## Présentation
Le single sort le 17 avril 1992 au Japon sous le label Pony Canyon, aux formats mini-CD single de 8 cm et K7, quatre mois après le précédent single, Yume Dake Miteru. Il atteint la 7e place du classement de l'Oricon et reste classé pendant six semaines.
Le single contient deux chansons, ainsi que leur versions instrumentales. Elles n'apparaitront sur aucun album original.
C'est le dernier disque original du groupe avec Azusa Senō, qui le quitte le mois suivant pour continuer sa carrière en solo.
La chanson-titre figurera finalement sur la compilation d'adieu Singles de 1994, ainsi que sur la compilation ultérieure My Kore! Kushon CoCo Best de 2001. Les deux chansons du single seront également présentes sur la compilation CoCo Uta no Daihyakka Sono 1 de 2008.

## Liste des titres
Toutes les paroles sont écrites par Sayako Morimoto.
| 1. | Dakara Namida to Yobanaide (だから涙と呼ばないで)                               | Ichiro Hada / Seiji Kameda     | 4:03 |
| 2. | Tasogare Tsūshin - Tasogare Doki ni Omotteru (黄昏通信～たそがれどきに想ってる) | Mioko Yamaguchi / Seiji Kameda | 3:46 |
| 3. | Dakara Namida to Yobanaide (Original Karaoke) (...オリジナル・カラオケ)         | Ichiro Hada / Seiji Kameda     | 4:03 |
| 4. | Tasogare Tsūshin - Tasogare Doki ni Omotteru (Original Karaoke)                 | Mioko Yamaguchi / Seiji Kameda | 3:46 |